# وستمونت، کبک

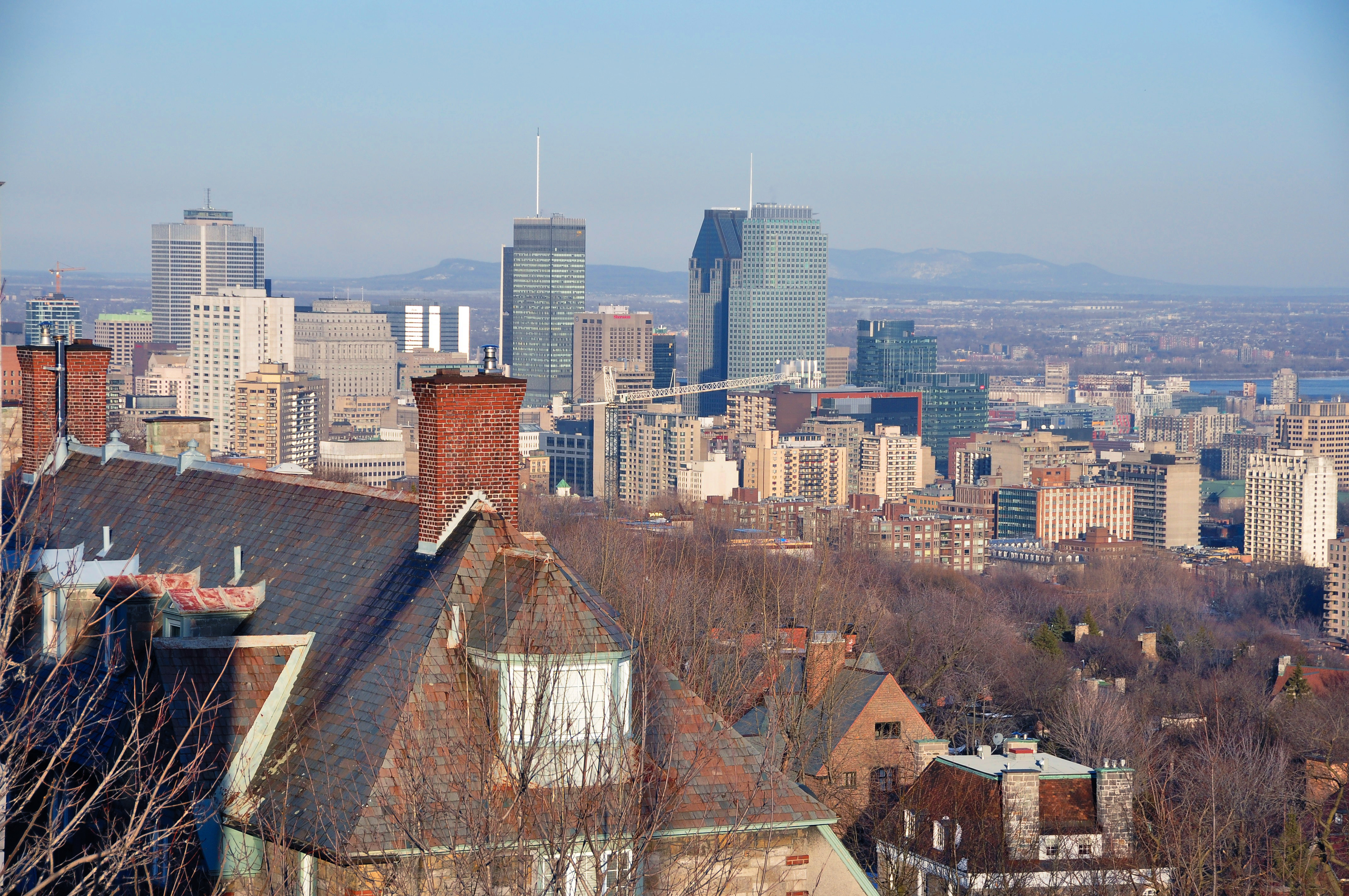
نمایی از شهرک «وستمونت» در ناحیه مونترئال، کبک کانادا - ۲۰۱۳

وستمونت (به فرانسوی: Westmount) شهرکی در  ناحیه مونترئال در استان کبک کانادا است. در سرشماری سال ۲۰۱۱ این شهرک ۱۹٬۷۰۱ نفر جمعیت داشته‌است و مساحت آن ۳٫۹۶ کیلومتر مربع است.